# Cimetière d'Aigues-Vives
Le cimetière d'Aigues-Vives est le cimetière municipal de la ville d'Aigues-Vives (Gard) dans le Midi de la France. Il se trouve route de Calvisson.

## Histoire et description
Ce petit cimetière gardois typique avec ses tombes et chapelles (surtout protestantes) de pierre blonde et ses hauts cyprès est un lieu propice pour le recueillement à l'écart du bourg. On y trouve des tombes de notabilités locales et la sépulture de l'ancien président de la Troisième République, Gaston Doumergue (1863-1937), originaire d'Aigues-Vives et de confession protestante.
Une scène de Une table en Provence, série télévisée allemande de la ZDF, y a été tournée en juin 2019.

## Personnalités inhumées
- Jean Bosc (1924-1973), dessinateur humoristique
- Gaston Doumergue (1863-1937), président de la République française de 1924 à 1931
- Émile Jamais (1856-1893), préfet du Gard et sous-secrétaire d'État aux colonies (grande chapelle ouverte)[3]
- Sully-André Peyre (1890-1961), poète félibre